# 陳美玉
陳美玉（1929年10月25日—2005年10月24日），臺灣臺北市士林區人。畢生奉獻於青少年運動，曾任中華民國女童軍總會（現為中華民國台灣女童軍總會）理事，中華民國女童軍總會訓練專員，中國童子軍總會（現為中華民國童軍總會）助理訓練員，臺北市女童軍會兩任總幹事（1969年－1974年，1985年－2005年），私立靜修女中教師（1948年—1987年），私立靜修女中複式女童軍團總團長、臺北市聯合社區童軍團主任委員等職，為幼童軍木章持有人。曾獲選臺灣省排球代表隊至上海參加第7屆全國運動會，榮獲冠軍，當選國手。因在體育活動中屢獲佳績，又長年投入童軍運動，在1973年（民國62年）當選中華民國好人好事代表。

## 家庭
陳美玉於1965年與程琛結婚，育有1兒2女，2個女兒是程惠玲、程惠瑛，兒子是程安生。程琛先生為高階警官退休，對於陳美玉投入童軍運動，自始至終均給予最高的支持，1974年時，在所居住的民生社區成立了臺北市聯合社區童軍團，讓3個兒女有機會參與童軍運動。

## 早年經歷
陳美玉1929年出生於臺北州臺北市，當時臺灣由日本統治，生活相當地樸素，臺灣人能唸書的不多。但在父母的支持下，陳美玉得以就讀小學，後來還繼續念了2年的士林公校高等科，畢業以後，先到私立靜修高女服務，期間再考上了當時的靜修高女夜間部，一邊工作一邊完成學業。在唸書的時期，開始接觸排球運動，參加各項排球比賽。畢業之後，於1947年（隊員大多是北一女中校友的加入春陽排球隊，也就是後來的彗光排球隊），教練為陳永全先生及陳鵬飛先生，陸續至台灣各地參加比賽。1948年，春陽排球隊有6位隊員獲選臺灣區排球代表隊，人稱春陽6燕，陳美玉亦為6燕之一。當年，臺灣區排球代表隊到上海參加第7屆全國運動會，榮獲排球賽冠軍。在後來的10幾年間，除了排球以外，也接觸女子軟式網球、擲鐵餅、擲鉛球等運動，在各項比賽中多次獲得好成績。
1948年，陳美玉進入私立靜修女中擔任訓導處幹事，負責學生訓育相關事務。1950年，靜修女中女童軍團成立，登記為台灣省第47團（後來改登記為台北市第5團，台北市第11團），陳美玉擔任副團長，在方純青老師的領導與指導下，與江桂枝、羅振明等數位老師，開始組織、訓練女童軍，至1954年，改擔任團長。自參與童軍運動起，陳美玉陸續參加各項訓練，如女童軍服務員訓練、中國童子軍第1屆幼童軍組木章訓練、中華民國女童軍總會第1期幼女童軍服務員訓練、資深女童軍服務員訓練、中華民國女童軍總會第1期訓練專員訓練、中國童子軍國家訓練人員訓練班、童子軍國際訓練人員訓練班等，是中華民國第1位獲頒3顆木章的女性。

## 發展女童軍運動
在中華民國女童軍總會尚未成立之前，陳美玉即投入台灣的女童軍訓練工作，除積極參與各級女童軍服務員訓練以外，也協助辦理臺灣省女童軍服務員的訓練工作。為了深入了解女童軍的訓練方式，會日文但是不懂英文的她，還曾遠赴印尼、印度參加國際童軍服務員訓練，是中華民國女童軍總會第一期訓練專員，也常年獲選為中華民國女童軍總會理事。
1968年，中華民國女童軍總會臺北市分會（已改為臺北市女童軍會）成立，陳美玉先後兩度擔任總幹事，是目前為止任期最久的的總幹事。由於陳美玉自1951年起即投入童軍運動，不曾間斷，曾領導成立靜修女中複式女童軍團，組訓女童軍、資深女童軍、幼女童軍有卓越成效，也負責辦理各級女童軍服務員訓練多年，因此，於台北市分會成立初期，即聘請其擔任總幹事。期間雖因為教職忙碌而卸任，1985年即再度回任。第二次接任總幹事之後，陳美玉開始全心全力投入女童軍會務，暫停參與中國童子軍服務員的訓練工作。她不眠不休的策劃活動，辦理各項專科章考驗、服務員訓練、女童軍訓練，研修章考驗。每一次的活動，從設計、執行到善後，全都付出相當的精神與力量，這一切的付出，都是為了促進女童軍運動的永續發展，使女童軍能有良好的環境來學習、成長。
由於陳美玉擔任總幹事期間的努力，奠定臺北市女童軍會今日的發展基礎。每年寒暑假定期辦理的臺北市女童軍秋菊營，以及每年暑假辦理的臺北市幼女童軍舍營，均有數百名女孩參加。女童軍的研修章考驗、各級女童軍的專科章考驗及研習，也利用假日時定期辦理，讓女童軍們有豐富的活動可以參加。各項女童軍服務員基本訓練、晉級訓練，也有系統的培訓出各級女童軍服務員，讓越來越多的成年人加入協助女童軍學習、成長的行列。

## 成立社區童軍團
1974年，陳美玉的三個小孩正處於小學階段，此時世界童軍運動組織推動社區童軍發展計畫，陳美玉認為童軍運動應當在社區中生根發展。在靜修女中同事許尚武老師的夫人協助下，招集了13位女孩，其中也包括她的女兒，在她所居住的民生社區成立了社區童軍團。在李淑愛老師的3個女兒－郝蓮如、郝慧如、郝玉如領導下，於中秋節時舉行了第1次團集會，宣告臺北市聯合社區童軍團的成立。由於幼女童軍訓練有聲有色，應媽媽們的要求，在1975年3月28日，成立了幼童軍團，由呂四維先生擔任團長。多年來，持續由熱心的社區家長推動團務，也邀請許多好朋友、好伙伴前來協助、擔任團長，在這許許多多的伙伴及家長們的熱心投入下，社區團轟轟烈烈的發展起來，相繼成立了女童軍團、童軍團、資深女童軍團（後來分為蘭姐女童軍團及資深女童軍團）、行義童軍團、羅浮群。
在社區裡辦活動，欠少人、事、地、物、財等資源，尤其例行團集會的地點更一度讓人傷透腦筋，幸運的是民生社區規劃有許多的鄰里公園，在陳美玉家對面的富錦二號公園正好作為社區童軍團團集會的場所。每週六的下午就有一群兒童及家長來這裡辦活動，有時遇到下雨，就勉強在陳美玉家裡繼續活動。在丈夫程琛先生的大力支持下，她家除了作團集會的場所之外，也充當團的器材室。程琛先生自己也擔任社區童軍團的團務委員，跟著參與活動。社區童軍團，可以說是陳美玉夫妻兩人共同的心血，自己的3個兒女，也持續參與社區童軍活動，一直到從學校畢業踏入社會為止。

## 參加童軍服務員訓練紀錄
| 日期                    | 訓練名稱                             | 地點                     |
| ----------------------- | ------------------------------------ | ------------------------ |
| 1958年8月11日－23日     | 中華民國女童軍總會47年度服務員進修班 |                          |
| 1961年11月              | 中國童子軍第1屆幼童軍組木章訓練      |                          |
| 1944年4月30日－5月6日   | 幼女童軍第1期服務員訓練結業          | 臺北市愛國西路自由之家   |
| 1965年11月22日－12月2日 | 資深女童軍服務員訓練班               | 臺灣省國民學校教師研習會 |
| 1966年10月              | 第15屆遠東區訓練組員訓練班           |                          |
| 1971年1月               | 中華民國女童軍總會第1期訓練專員訓練  |                          |
| 1976年8月               | 中國童子軍國家訓練人員訓練班合格     | 臺北市陽明山營地         |
| 1977年7月18日－24日     | 童子軍國際訓練人員訓練班             | 印尼                     |
| 1994年2月               | 桑岡活動中心訓練營                   | 印度桑岡                 |

## 獲得榮譽
| 日期           | 事項                                                    | 頒發單位                               |
| -------------- | ------------------------------------------------------- | -------------------------------------- |
| 1947年12月     | 代表臺北市參加第2屆臺灣省運動會排球比賽，獲得季軍       |                                        |
| 1948年5月      | 代表臺灣省參加第7屆中華民國全國運動會排球比賽，獲得冠軍 |                                        |
| 1948年12月     | 代表臺北市參加第3屆臺灣省運動會女子鉛球比賽，獲得第六名 |                                        |
| 1948年12月     | 代表臺北市參加第3屆臺灣省運動會排球比賽，獲得冠軍       |                                        |
| 1949年10月     | 代表臺北市參加第4屆臺灣省運動會排球比賽，獲得季軍       |                                        |
| 1950年10月     | 代表臺北市參加第5屆臺灣省運動會排球比賽，獲得亞軍       |                                        |
| 1951年10月     | 代表臺北市參加第6屆臺灣省運動會排球比賽，獲得冠軍       |                                        |
| 1954年10月     | 代表臺北市參加第9屆臺灣省運動會女子網球比賽，獲得冠軍   |                                        |
| 1955年10月     | 代表臺北市參加第10屆臺灣省運動會女子網球比賽，獲得冠軍  |                                        |
| 1956年10月     | 代表臺北市參加第11屆臺灣省運動會排球比賽，獲得冠軍      |                                        |
| 1956年10月     | 代表臺北市參加第11屆臺灣省運動會女子網球比賽，獲得冠軍  |                                        |
| 1957年10月     | 代表臺北市參加第12屆臺灣省運動會排球比賽，獲得冠軍      |                                        |
| 1957年         | 獲選臺北市體育優秀青年                                  |                                        |
| 1958年10月     | 代表臺北市參加第13屆臺灣省運動會排球比賽，獲得冠軍      |                                        |
| 1958年10月     | 代表臺北市參加第13屆臺灣省運動會女子網球比賽，獲得冠軍  |                                        |
| 1959年10月     | 代表臺北市參加第14屆臺灣省運動會排球比賽，獲得冠軍      |                                        |
| 1959年10月     | 代表臺北市參加第14屆臺灣省運動會女子網球比賽，獲得冠軍  |                                        |
| 1963年3月18日  | 獲頒幼童軍木章                                          | 中國童子軍總會                         |
| 1963年12月24日 | 獲頒服務15年成績優良獎狀                                | 私立靜修女中                           |
| 1965年3月1日   | 獲頒熱心發展幼童軍運動感謝狀                            |                                        |
| 1968年9月28日  | 獲頒服務20年忠勤職守勞績卓著獎狀                        | 臺北市大同區教育會                     |
| 1968年9月28日  | 獲頒服務教育工作20年獎狀                                | 臺北市政府教育局                       |
| 1971年3月5日   | 獲頒中國童子軍第4次全國大露營銀羊獎章                   | 中國童子軍總會                         |
| 1971年9月      | 獲頒臺北市第1屆社區女童軍服務員訓練營服務熱誠獎狀       | 中華民國女童軍總會臺北市分會           |
| 1972年8月26日  | 獲頒女童軍服務員金質獎章                                | 中華民國女童軍臺灣省分會               |
| 1973年12月18日 | 獲選中華民國好人好事代表                                | 中華民國各界表揚好人好事運動推行委員會 |
| 1973年12月24日 | 獲頒服務25年成績優良獎狀                                | 私立靜修女中                           |
| 1975年6月1日   | 獲頒三環章                                              | 中華民國女童軍總會臺北市分會           |
| 1976年3月5日   | 獲頒銀狼獎章                                            | 中國童子軍總會                         |
| 1976年6月1日   | 獲頒中華民國女童軍總會服務10年以上獎狀                  | 中華民國女童軍總會                     |
| 1978年7月25日  | 獲頒女童軍梅花獎章                                      | 中華民國女童軍總會臺灣省分會           |
| 1978年10月7日  | 獲頒服務20年智字獎章                                    | 中華民國女童軍總會                     |
| 1980年3月5日   | 獲頒青松獎章                                            | 中國童子軍總會                         |
| 1981年11月28日 | 獲得中華民國女童軍總會攝影比賽季軍                      | 中華民國女童軍總會                     |
| 1986年10月26日 | 獲頒中國童子軍第6次全國大露營感謝狀                     | 中國童子軍總會                         |
| 1987年         | 獲頒中國童子軍第6次全國大露營銀羊獎章                   | 中國童子軍總會                         |
| 1994年10月13日 | 獲頒金質三葉獎章                                        | 臺灣省女童軍會                         |
| 1995年12月15日 | 獲頒長青勞績章                                          | 中國童子軍教育學會                     |
| 1998年6月7日   | 獲頒中華民國女童軍最高榮譽松柏字獎章                    | 中華民國女童軍總會                     |
| 1999年6月1日   | 獲頒平結獎章                                            | 臺北市女童軍會                         |
| 2001年6月2日   | 獲頒花聯結獎章                                          | 臺北市女童軍會                         |
| 2004年6月6日   | 獲頒亞太區女童軍成人領袖服務成就獎                      | 世界女童軍協會亞太區委員會             |
| 2004年6月6日   | 獲頒亞太區女童軍資深服務員榮譽狀                        | 世界女童軍協會亞太區委員會             |
| 2005年1月6日   | 獲選臺北市女童軍會榮譽理事                              | 臺北市女童軍會                         |
| 2005年1月6日   | 獲頒嘉惠女童軍感謝牌                                    | 臺北市女童軍會                         |

## 外部連結
- 中華民國童軍總會
- 中華民國台灣女童軍總會 （页面存档备份，存于）
- 台北市女童軍會 （页面存档备份，存于）
- 台北市聯合社區童軍團 （页面存档备份，存于）
- 靜修女中 （页面存档备份，存于）